# 第123师团 (日本陆军)
第123师团（だいひゃくにじゅうさんしだん）是大日本帝國陸軍师团之一。

## 沿革
太平洋战争末期，随着更多的师团从满洲移师南部战线或者进行本土决战的准备，以強化满洲地区防御为目的，依据1945年（昭和20年）1月16日的軍令陸甲下令，开始编成第121、第122、第123、第124、第125、第126、第127和第128师团等8個师团。
第123师团以1944年（昭和19年）10月从菲律宾撤出的第1师团残余部队所編成的独立混成第73旅团为基础，在孫吴編成。同年3月30日完成整编后编入第4軍在孫吴一带负责满洲国北東部的国境警備任务。
1945年8月11日，强渡黑龙江的苏联军队开始侵攻满洲地区。第123师团与独立混成第135旅团一道，在璦琿以及孫吴的陣地进行防御战。虽然产生了巨大的犧牲但阻止了苏军的侵略攻势，在受到总攻之前，战争结束。

## 师团概要

### 歴代师团長
- 北泽贞治郎 中将：1945年1月20日 -

### 最終司令部構成
- 参謀長：土田穣大佐
  - 参謀：村木曠中佐

### 最終所属部隊
- 步兵第268联队（名古屋）：山中高助大佐
- 步兵第269联队（津）：後藤三平大佐
- 步兵第270联队（岐阜）：太田紀一大佐
- 野火炮第123联队：町田賢助中佐
- 工兵第123联队：二階堂謙亮中佐
- 輜重兵第123联队：安部武雄少佐
- 第123师团挺進大隊
- 第123师团通信隊